# Comanchero
Die Comancheros waren in erster Linie mexikanisch-hispanische Händler im nördlichen und zentralen New Mexico, die ihr Leben durch Handel mit den nomadischen Stämmen im nordöstlichen New Mexico und dem westlichen Texas bestritten. Comancheros wurden so genannt, weil die Comanchen, auf deren Gebiet sie handelten, als ihre besten Kunden betrachtet wurden. Sie tauschten Manufakturwaren (Werkzeuge und Stoff), Mehl, Tabak und Brot gegen Vieh und Sklaven von den Comanchen.

## Geschichte
Vor der Ankunft der Spanier plünderten indianische Stämme, vor allem die Comanchen, die östlichen Dörfer der Pueblo-Indianer. Dabei erbeuteten sie Getreide und Sklaven. Dies setzte sich fort, bis Juan Bautista de Anza mehrere Strafexpeditionen gegen sie unternahm; es begann 1779 und endete mit einem Vertrag 1786. Dieser Vertrag öffnete den Weg für den Comanchero-Handel; zuvor war der Handel auf die Märkte am Taos oder Pecos beschränkt gewesen.
Als die US-Regierung in den 1850er Jahren einen Krieg gegen die Comanchen begann, halfen ihnen ihre verbündeten Comancheros und unterstützten den Widerstand der Comanchen vor allem mit Schusswaffen und Munition, schlossen sich jedoch gelegentlich auch dem bewaffneten Widerstand an. Die Versorgung mit Schusswaffen ermöglichte es den Comanchen lange Zeit, einen erfolgreichen Krieg gegen die eindringenden weißen Kolonisten zu führen. Die Versuche der US-Armee, den Handel zu untersagen, waren relativ erfolglos. Erst in den 1880er Jahren wurden die letzten unabhängigen Comanchen besiegt und in Reservate in Oklahoma interniert.

## Ethnizität
Angloamerikanische Historiker bezeichnen Comancheros gelegentlich unzutreffend als „mexikanische“ Händler. Zwar waren mexikanische Händler gelegentlich in den Comanchero-Handel einbezogen. Die überwiegende Mehrheit der Händler waren jedoch die spanischsprachigen Bewohner jener Gebiete, die 1848 von den USA im Mexikanisch-Amerikanischen Krieg erobert worden waren und aus denen später, 1912, der Bundesstaat New Mexico gebildet wurde. Sie waren die Nachkommen der spanischen Kolonisatoren und Soldaten sowie der indianischen Völker New Mexicos.

## Filme
Regisseur Michael Curtiz setzte dem hispanisch-mexikanischen Mischvolk ein hasserfülltes Denkmal mit seinem Western Die Comancheros (USA 1961). John Wayne als Texas-Ranger Jake Cutter und Stuart Whitman als Falschspieler Paul Regret bekämpfen darin im Texas des Jahres 1843 die Comanchero-Banditen.

## Musik
1984: Comanchero von Raggio di Luna